# Marcin Jędrzejewski (aktor)
Marcin Jędrzejewski (ur. 17 lutego 1968 w Warszawie) – polski aktor kinowy, teatralny i telewizyjny.
W 1992 r. ukończył studia na PWST w Warszawie i został aktorem Teatru Polskiego w Warszawie, gdzie pracuje do dziś. Poza grą w filmach, występuje również w serialach telewizyjnych.

## Wybrana filmografia
- 1985 – Zielone kasztany (jako Kowal, bramkarz drużyny)
- 1993 – Pora na czarownice (jako Jędrek)
- 1993 – Samowolka (jako Ludwiński)
- 1995 – Daleko od siebie (jako policjant)
- 1995 – Ekstradycja (jako człowiek Zajcewa)
- 1995 – Archiwista
- 1995 – Cwał (jako milicjant)
- 1995 – Prowokator (jako żandarm)
- 1996 – Autoportret z kochanką (jako sierżant ŻW)
- 1996 – Ekstradycja 2
- 1997 – Musisz żyć
- 1997 – Ciemna strona Wenus
- 1998 – Ekstradycja 3
- 1999 – Tygrysy Europy (pan Stasio, ochroniarz w klubie pani Steni)
- 2002 – D.I.L. (jako Malcerz)
- 2003 – Symetria (jako Siwy)
- 2003 – Sloow (jako złodziej)
- 2006 – Job, czyli ostatnia szara komórka (jako Rusek)
- 2006 – U fryzjera (jako Stacho "Ciacho")
- 2006 – Palimpsest (jako antyterrorysta)
- 2007 – Determinator (jako Grzechu)
- 2008 – Cztery noce z Anną (więzień)

### Gościnnie
- 1994 – Bank nie z tej ziemi (jako strażnik w supermarkecie, odc. 12)
- 1997 – Boża podszewka
- 1997-1998 – 13 posterunek (jako sanitariusz ze szpitala psychiatrycznego)
- 1998-2003 – Miodowe lata (jako klient)
- 2000-2001 – Adam i Ewa (jako bandyta)
- 2002-2003 – Kasia i Tomek
- 2004 – Camera Café (jako Waldek Spiekała)
- 2004-2008 – Kryminalni (jako Kinol)
- 2005 – Wiedźmy (jako bandzior)
- 2005 - " Złotopolscy" (jako funkcjonariusz z policji powiatowej)
- 2005 – Boża podszewka II (jako żołnierz radziecki)
- 2006 – Oficerowie (jako strażnik)
- 2007 – Odwróceni (jako szef pakerów)
- 2009 – Siostry (Władysław Słowik, ojciec Klaudii, odc. 2)